# K12LTSP
K12LTSP es una distribución Linux modificada de Fedora Core, que utiliza los paquetes integrados del Linux Terminal Server Project (LTSP). Está diseñada para ser fácil de instalar y configurar. K12LTSP es un "retoño" del "Linux in School Project" (K12Linux).
La designación "K12" es usada frecuente en Estados Unidos para referirse al grado escolar, más allá del jardín (kindergarten en inglés) y de la secundaría (en inglés high school) (12.o grado).